# ماريوس أوبيكوب
ماريوس أوبيكوب (بالفرنسية: Marius Obekop) (مواليد 19 ديسمبر 1994) لاعب كرة قدم كاميروني يجيد اللعب في الوسط في نادي مسافي الإماراتي.

## روابط خارجية
ماريوس أوبيكوب على موقع الدوري الأمريكي (الإنجليزية)
- ماريوس أوبيكوب على موقع قاعدة بيانات كرة القدم.إي يو (الإنجليزية)
- ماريوس أوبيكوب على موقع Soccerway.com (الإنجليزية)
- ماريوس أوبيكوب على موقع AS.com (الإسبانية)